# Soccha Alta
Soccha Alta es un caserío peruano ubicado en el distrito de Canchaque, perteneciente a la provincia de Huancabamba del departamento de Piura, al norte del Perú. 

## Ubicación
Soccha Alta se ubica al noroeste de la provincia de Huancabamba, en el distrito de Canchaque, en el departamento de Piura.

## Demografía
En 2017 Soccha Alta tenía una población de 117 habitantes.
| Gráfica de evolución demográfica de Soccha Alta entre 1993 y 2017 |
|                                                                   |
| Fuentes: Población 1993 (junto con Soccha Baja) y 2017            |